# Bulbostylis eustachii
Bulbostylis eustachii là một loài thực vật có hoa trong họ Cói. Loài này được J.M.Black ex Eardley mô tả khoa học đầu tiên năm 1957.